# François-Xavier Durrwell
François-Xavier Durrwell est né à Soultz-Haut-Rhin en 1912 et décédé en 2005. Ce prêtre rédemptoriste a joué un rôle déterminant dans la théologie catholique au milieu du XXe siècle par la mise en valeur de la centralité de la Pâque du Christ. 
La publication principale est : La Résurrection du Christ, mystère de salut (Xavier Mappus, 1950), livre de théologie biblique devenu classique et de nombreuses fois réédité et traduit.

## Éléments biographiques
Il naît à Soultz le 26 janvier 1912, et fait ses études dans les petits séminaires des rédemptoristes, en Alsace et en Suisse. Le 8 septembre 1931 il prononce ses vœux chez ces mêmes rédemptoristes et est ordonné prêtre le 2 août 1936.
Il fit des études de spécialisation à l'université grégorienne de Rome, puis à l'Institut Biblique de 1937 à 1940. En suivant il enseigne l'exégèse du Nouveau Testament au scolasticat des rédemptoristes.
De 1952 à 1961 il exerce les responsabilités de supérieur provincial de la Province rédemptoriste de Strasbourg.
Il enseigna :
- à l'Institut Lumen Vitae de Bruxelles de 1961 à 1971.
- au Centre autonome d'enseignement de pédagogie religieuse de Metz (CAEPR) de 1971 à 1984.

Il reçoit le titre de Docteur honoris causa de l'Académie alphonsienne (Alfonsiana) de Rome le 7 décembre 1996.
Il meurt le 15 octobre 2005 à Ostwald en Alsace.

## Publications
- La résurrection de Jésus mystère de salut, Xavier Mappus, Le Puy, 1950.
- La charité selon les Synoptiques et les Épîtres de St Paul, La pensée catholique, 1954.
- Dans le Christ rédempteur : notes de vie spirituelle, Xavier Mappus, Le Puy, 1960.
- Le Mystère pascal, source de l'apostolat, Éditions ouvrières, Paris, 1970.
- L'Eucharistie, présence du Christ, Éditions ouvrières, Paris, 1971.
- L'Eucharistie, sacrement pascal, Cerf, Paris, 1980.
- L'Esprit Saint de Dieu, Le Cerf, coll. « Théologies (2. éd. rev. et corr.) », 1983 revu 1985 (ISBN 978-2204020091)
- Le Père, Dieu en son mystère, Cerf, coll. « Théologies (4. éd.) », 1987, 261 p. (ISBN 978-2204027199)
- L'Esprit du Père et du Fils, Médiaspaul, Paris, 1989.
- Marie : méditation devant l'icône, Médiaspaul, Paris, 1990.
- Le Christ, l'homme et la mort, Médiaspaul, coll. « Maranatha (3. éd.) », 1991, 108 p. (ISBN 978-2712204846)
- Regards chrétiens sur l'au-delà, Médiaspaul, Paris, 1994.
- Jésus fils de Dieu dans l'Esprit-Saint, Desclée, coll. « Jésus et Jésus-Christ », 1997 revu 1999, 140 p. (ISBN 978-2718909394)
- Aux sources de l'apostolat : l'apôtre et l'eucharistie, Médiaspaul, Paris, 1999.
- Christ notre Pâque, coll. « Racines », Nouvelle Cité, Paris, 2001.
- La mort du Fils : le mystère de Jésus et de l'homme, Cerf, Paris, 2006.

## Sources
- Gérard Reynal, Dictionnaire des théologiens et de la théologie chrétienne, Paris, Bayard / Centurion, 1998 (ISBN 222735528X), « Durrwell, François-Xavier », p. 153.
- site Web du Prêtre et Religieux Rédemptoriste François-Xavier DURRWELL
- Marcel Neusch, art. « François-Xavier Durrwell, théologien du mystère pascal », dans le journal La Croix du 13 avril 2006